# Сланачки пут (Београд)
| СЛАНАЧКИ · пут | СЛАНАЧКИ · пут |
| -------------- | -------------- |
|                |                |
| Општина        | Палилула       |
| Почетак        | Роспи Ћуприја  |
| Крај           | Сланци         |
|                |                |
|                |                |

Сланачки пут је пут у Београду који повезује Роспи Ћуприју и Сланце и представља један од најважнијих путева округа и северних приградских насеља Београда.

## Опште информације
Сланачки пут почиње у београдској општини Палилула у висини Вишњичке улице. Цео ток пута је оријентисан у правцу исток-југоисток. У урбаном делу Београда пролази дуж гробља Лешће. Руту саобраћају три аутобуске линије предузећа ГСП Београд, и то линије 35 (Трг Републике – гробље Лешће), 35Л (Омладински стадион – гробље Лешће) и 202 (Омладински стадион – Велико Село).